# (Loneliness Made Me Realize) It's You That I Need
(Loneliness Made Me Realize) It's You That I Need is een hitsingle van de Amerikaanse Motown groep The Temptations. Het behaalde de derde plaats op de R&B lijst en de #14 plek op de Amerikaanse poplijst. (Loneliness Made Me Realize) It's You That I Need is de vierde single van het album With a Lot o' Soul, het meest succesvolle album van de groep gedurende de periode dat David Ruffin er deel van uitmaakte.
Het nummer is de laatste uitgebrachte single van The Temptations die geschreven werd door Norman Whitfield en Eddie Holland. Na de release vertrok Holland samen met zijn broer Brian en Lamont Dozier, als trio bekend als Holland-Dozier-Holland, bij Motown om hun eigen platenmaatschappijen op te richten.
De leadzanger op (Loneliness Made Me Realize) It's You That I Need is David Ruffin, alhoewel gezegd kan worden dat elk lid lead zingt. Tijdens het 2 minuten en 39 secondes durende nummer is er een tussenstuk waarop elk lid behalve Ruffin om de beurt de regel "It's you that I need" zingt.
De B-kant van de single, Don't Send Me Away, is geschreven door Smokey Robinson in samenwerking met een van de Temptations, Eddie Kendricks. De leadzanger op dit nummer is Otis Williams, wat maar zelden voorkomt, omdat hij zich vooral met het zakelijke gedeelte van de groep bezighield en daarom niet te veel lead wilde zingen.

## Bezetting
- Lead: David Ruffin (en Eddie Kendricks, Otis Williams, Paul Williams en Melvin Franklin)
- Achtergrond: Paul Williams, Eddie Kendricks, Melvin Franklin en Otis Williams
- Instrumentatie: The Funk Brothers
- Schrijvers: Norman Whitfield en Eddie Holland
- Productie: Norman Whitfield